# تعطیلی بحث‌برانگیز ۲۰۱۹ پارلمان بریتانیا
تعطیلی بحث‌برانگیز پارلمان بریتانیا ۲۰۱۹ (انگلیسی: 2019 British prorogation controversy) رویدادی است که در ۲۸ اوت ۲۰۱۹، پس از دستور ملکه الیزابت دوم و به توصیهٔ نخست‌وزیر محافظه‌کار، بوریس جانسون، رخ داد و به واسطه آن دستور تعلیق پارلمان بریتانیا صادر شد.
تعطیلی، یا تعلیق از حوالی ۹ تا ۱۲ سپتامبر ۲۰۱۹ آغاز شد و تا گشایش دوباره پارلمان در ۱۴ اکتبر ۲۰۱۹ ادامه خواهد داشت.
در حقیقت، پارلمان از ۱۰ تا ۲۴ سپتامبر در وضعیت تعلیق بوده‌است. در زمان تعلیق پارلمان، جانسون گفته بود تعلیق پارلمان یک روال معمول سیاسی است که به دولت اجازه می‌دهد بر برنامه‌های قانونگذاری خود متمرکز شود.
سیاستمداران مخالف، مفسران سیاسی و اعضای حزب جانسون، این تعلیق را اقدامی برخلاف قانون اساسی دانسته‌اند. آن‌ها این اقدام را، تلاشی برای جلوگیری از تحقیق پارلمان، از برنامه‌های برکسیت دولت، در سرآغاز خروج انگلستان از اتحادیه اروپا، در ۳۱ اکتبر ۲۰۱۹ عنوان کرده‌اند.
مخالفان تعلیق پارلمان، این تصمیم جانسون را به دادگاه عالی بریتانیا بردند و در ۲۴ سپتامبر ۲۰۱۹، تمامی قضات دادگاه عالی این اقدام نخست‌وزیر بریتانیا را غیرقانونی اعلام کردند. پس از اعلام غیرقانونی بودن تعلیق پارلمان، جان برکو، رئیس مجلس عوام بریتانیا از بازگشایی فوری مجلس خبر داد.